# Fußball-Regionalliga 2000-2001
La Regionalliga 2000-2001 è la 7ª edizione del campionato di calcio tedesco di terza divisione ad avere questa denominazione.

## Stagione
La stagione 2000-2001 di Regionalliga si concluse con la promozione di Union Berlino, Babelsberg, Karlsruhe e Schweinfurt 05 in 2. Bundesliga.

## Regionalliga nord

### Squadre partecipanti
| Club                   | Stagione | Città           | Stadio                                 | Stagione precedente                |
| ---------------------- | -------- | --------------- | -------------------------------------- | ---------------------------------- |
| Babelsberg             | dettagli | Potsdam         | Stadio Karl Liebknecht                 | 5° in Regionalliga nordest         |
| Borussia Dortmund II   | dettagli | Dortmund        | Kampfbahn Schwansbell Stadio Rote Erde | 10° in Regionalliga ovest-sudovest |
| Dresdner SC            | dettagli | Dresda          | Heinz-Steyer-Stadion                   | 2° in Regionalliga nordest         |
| Eintracht Braunschweig | dettagli | Braunschweig    | Stadion an der Hamburger Straße        | 3° in Regionalliga nord            |
| Erzgebirge Aue         | dettagli | Aue-Bad Schlema | Erzgebirgsstadion                      | 3° in Regionalliga nordest         |
| Fortuna Colonia        | dettagli | Colonia         | Südstadion                             | 15° in 2. Bundesliga               |
| Fortuna Düsseldorf     | dettagli | Düsseldorf      | Rheinstadion                           | 6° in Regionalliga ovest-sudovest  |
| Lubecca                | dettagli | Lubecca         | Stadion an der Lohmühle                | 2° in Regionalliga nord            |
| Lüneburger             | dettagli | Luneburgo       | Wilschenbruch                          | 6° in Regionalliga nord            |
| Preußen Münster        | dettagli | Münster         | Preußenstadion                         | 8° in Regionalliga ovest-sudovest  |
| Rot-Weiss Essen        | dettagli | Essen           | Georg-Melches-Stadion                  | 7° in Regionalliga ovest-sudovest  |
| Sachsen Lipsia         | dettagli | Lipsia          | Alfred-Kunze-Sportpark                 | 6° in Regionalliga nordest         |
| TeBe Berlino           | dettagli | Berlino         | Mommsenstadion                         | 18° in 2. Bundesliga               |
| Uerdingen 05           | dettagli | Krefeld         | Grotenburg Stadion                     | 11° in Regionalliga ovest-sudovest |
| Union Berlino          | dettagli | Berlino         | Stadio An der Alten Försterei          | 1° in Regionalliga nordest         |
| Verl                   | dettagli | Verl            | Stadion an der Poststraße              | 9° in Regionalliga ovest-sudovest  |
| Wattenscheid 09        | dettagli | Bochum          | Lohrheidestadion                       | 4° in Regionalliga ovest-sudovest  |
| Werder Brema II        | dettagli | Brema           | Weserstadion - Platz 11                | 5° in Regionalliga nord            |
| SV Wilhelmshaven       | dettagli | Wilhelmshaven   | Jadestadion                            | 4° in Regionalliga nord            |

### Classifica finale
|  | Pos. | Squadra                | Pt | G  | V  | N  | P  | GF | GS | DR  |
|  | ---- | ---------------------- | -- | -- | -- | -- | -- | -- | -- | --- |
|  | 1.   | Union Berlino          | 73 | 36 | 21 | 10 | 5  | 62 | 23 | +39 |
|  | 2.   | Babelsberg             | 68 | 36 | 19 | 11 | 6  | 57 | 41 | +16 |
|  | 3.   | Lubecca                | 62 | 36 | 18 | 8  | 10 | 69 | 43 | +26 |
|  | 4.   | Fortuna Colonia        | 62 | 36 | 18 | 8  | 10 | 58 | 42 | +16 |
|  | 5.   | Preußen Münster        | 61 | 36 | 17 | 10 | 9  | 66 | 50 | +16 |
|  | 6.   | Verl                   | 55 | 36 | 15 | 10 | 11 | 53 | 46 | +7  |
|  | 7.   | Erzgebirge Aue         | 54 | 36 | 16 | 6  | 14 | 39 | 48 | -9  |
|  | 8.   | Eintracht Braunschweig | 49 | 36 | 13 | 10 | 13 | 55 | 43 | +12 |
|  | 9.   | Dresdner SC            | 49 | 36 | 13 | 10 | 13 | 38 | 41 | -3  |
|  | 10.  | SV Wilhelmshaven       | 48 | 36 | 12 | 12 | 12 | 55 | 55 | 0   |
|  | 11.  | Wattenscheid 09        | 48 | 36 | 12 | 12 | 12 | 65 | 66 | -1  |
|  | 12.  | Uerdingen 05           | 48 | 36 | 14 | 6  | 16 | 50 | 62 | -12 |
|  | 13.  | Rot-Weiss Essen        | 47 | 36 | 13 | 8  | 15 | 45 | 54 | -9  |
|  | 14.  | Sachsen Lipsia         | 45 | 36 | 11 | 12 | 13 | 42 | 43 | -1  |
|  | 15.  | Werder Brema II        | 45 | 36 | 12 | 9  | 15 | 49 | 53 | -4  |
|  | 16.  | Fortuna Düsseldorf     | 42 | 36 | 13 | 3  | 20 | 46 | 52 | -6  |
|  | 17.  | Lüneburger             | 33 | 36 | 9  | 6  | 21 | 52 | 73 | -21 |
|  | 18.  | Borussia Dortmund II   | 30 | 36 | 6  | 12 | 18 | 36 | 55 | -19 |
|  | 19.  | TeBe Berlino           | 23 | 36 | 6  | 5  | 25 | 33 | 80 | -47 |

Legenda:
      Promosso in 2. Bundesliga 2001-2002.
      Retrocessi in Oberliga 2001-2002.
Regolamento:
Tre punti a vittoria, uno a pareggio, zero a sconfitta.
In caso di arrivo di due o più squadre a pari punti, la graduatoria finale verrà stilata secondo la classifica avulsa tra le squadre interessate che prevede, in ordine, i seguenti criteri:
- Punti negli scontri diretti
- Differenza reti negli scontri diretti
- Differenza reti generale
- Reti realizzate in generale
- Sorteggio

### Tabellone
Ogni riga indica i risultati casalinghi della squadra segnata a inizio della riga, contro le squadre segnate colonna per colonna (che invece avranno giocato l'incontro in trasferta). Al contrario, leggendo la colonna di una squadra si avranno i risultati ottenuti dalla stessa in trasferta, contro le squadre segnate in ogni riga, che invece avranno giocato l'incontro in casa.
|                         | Bab  | Bor  | Dre  | Ein  | Erz  | For  | For  | Lub  | Lün  | Pre  | Rot  | Sac  | Ten  | Uer  | Uni  | Ver  | Wat  | Wer  | Wil  |
| ----------------------- | ---- | ---- | ---- | ---- | ---- | ---- | ---- | ---- | ---- | ---- | ---- | ---- | ---- | ---- | ---- | ---- | ---- | ---- | ---- |
| Babelsberg              | –––– | 1-3  | 2-1  | 2-0  | 2-1  | 0-0  | 1-0  | 2-1  | 3-2  | 0-4  | 0-0  | 3-1  | 2-1  | 0-0  | 0-1  | 2-0  | 4-0  | 1-0  | 4-1  |
| Borussia Dortmund II    | 0-0  | –––– | 0-1  | 2-1  | 1-1  | 1-2  | 1-3  | 2-1  | 2-0  | 0-3  | 0-0  | 1-1  | 1-1  | 0-1  | 0-2  | 0-0  | 1-4  | 1-1  | 1-2  |
| Dresdner                | 3-0  | 0-0  | –––– | 1-0  | 0-2  | 2-1  | 1-0  | 1-1  | 2-1  | 0-2  | 4-1  | 1-1  | 3-0  | 4-1  | 0-0  | 1-3  | 1-1  | 1-1  | 1-0  |
| Eintracht Braunschweig  | 0-0  | 3-1  | 4-1  | –––– | 4-1  | 1-2  | 2-1  | 2-2  | 1-1  | 2-1  | 2-3  | 1-1  | 2-0  | 5-0  | 0-0  | 2-0  | 2-3  | 1-2  | 1-4  |
| Erzgebirge Aue          | 1-1  | 2-1  | 1-2  | 1-0  | –––– | 2-1  | 2-0  | 1-1  | 1-0  | 0-0  | 1-0  | 2-0  | 1-4  | 0-1  | 0-2  | 2-1  | 0-4  | 0-0  | 2-0  |
| Fortuna Colonia         | 1-3  | 2-2  | 0-0  | 1-0  | 1-2  | –––– | 2-1  | 0-3  | 3-0  | 1-1  | 2-1  | 2-0  | 4-0  | 1-2  | 0-0  | 1-2  | 4-2  | 2-3  | 2-2  |
| Fortuna Düsseldorf      | 1-2  | 2-1  | 1-0  | 1-0  | 4-1  | 1-2  | –––– | 1-0  | 2-0  | 1-2  | 0-0  | 1-0  | 3-0  | 2-3  | 0-2  | 0-4  | 1-2  | 1-1  | 0-1  |
| Lubecca                 | 2-3  | 4-2  | 1-0  | 1-1  | 1-2  | 0-2  | 1-0  | –––– | 5-1  | 1-2  | 4-1  | 4-0  | 1-0  | 5-1  | 1-0  | 0-0  | 3-2  | 4-2  | 3-2  |
| Lüneburg                | 3-4  | 3-1  | 4-1  | 1-2  | 1-2  | 1-3  | 1-0  | 0-1  | –––– | 4-1  | 3-1  | 0-1  | 2-1  | 1-3  | 1-2  | 3-4  | 3-3  | 4-0  | 2-1  |
| Preussen Münster        | 2-3  | 1-0  | 4-0  | 1-0  | 2-0  | 1-2  | 2-1  | 1-1  | 1-1  | –––– | 3-1  | 2-2  | 5-2  | 3-1  | 1-1  | 4-2  | 2-2  | 2-1  | 2-3  |
| Rot Weiss Essen         | 0-3  | 1-1  | 2-1  | 1-3  | 2-0  | 1-0  | 1-3  | 2-5  | 1-1  | 3-0  | –––– | 3-1  | 2-0  | 3-0  | 0-0  | 0-0  | 1-1  | 3-1  | 0-2  |
| Sachsen Lipsia          | 1-1  | 0-0  | 0-0  | 0-3  | 3-0  | 1-1  | 5-1  | 0-2  | 5-0  | 2-0  | 0-2  | –––– | 2-0  | 2-0  | 2-0  | 2-3  | 1-0  | 1-0  | 3-3  |
| Tennis Borussia Berlino | 0-1  | 1-4  | 1-1  | 1-3  | 0-1  | 0-1  | 1-6  | 0-3  | 2-2  | 0-2  | 2-0  | 2-1  | –––– | 1-7  | 0-5  | 1-2  | 3-2  | 0-1  | 1-0  |
| Uerdingen               | 1-0  | 2-0  | 0-1  | 1-0  | 1-0  | 0-2  | 3-1  | 2-2  | 1-1  | 6-1  | 0-2  | 1-1  | 0-2  | –––– | 1-1  | 2-1  | 4-2  | 0-3  | 1-1  |
| Union Berlino           | 3-0  | 1-1  | 2-0  | 2-2  | 1-2  | 2-0  | 2-1  | 1-0  | 1-2  | 3-2  | 1-0  | 2-0  | 3-1  | 4-0  | –––– | 3-0  | 3-0  | 1-0  | 5-0  |
| Verl                    | 1-1  | 3-1  | 0-1  | 1-1  | 0-1  | 0-1  | 1-1  | 2-0  | 4-2  | 0-2  | 2-0  | 0-0  | 1-1  | 3-1  | 2-1  | –––– | 3-1  | 1-3  | 2-1  |
| Wattenscheid            | 2-2  | 3-1  | 1-0  | 1-2  | 3-2  | 2-2  | 1-2  | 2-2  | 2-1  | 0-0  | 1-2  | 1-0  | 2-1  | 5-3  | 2-2  | 2-2  | –––– | 1-2  | 3-2  |
| Werder Brema II         | 4-4  | 0-2  | 2-1  | 1-1  | 2-0  | 2-5  | 2-0  | 0-1  | 5-0  | 2-2  | 3-5  | 1-1  | 2-1  | 1-0  | 0-1  | 1-2  | 0-0  | –––– | 0-2  |
| Wilhelmshaven           | 0-0  | 2-1  | 1-1  | 1-1  | 2-2  | 1-2  | 2-3  | 3-2  | 1-0  | 2-2  | 4-0  | 0-1  | 2-2  | 1-0  | 2-2  | 1-1  | 2-2  | 1-0  | –––– |

### Classifica marcatori
| Gol | Rigori |  | Giocatore       | Squadra                  |
| --- | ------ |  | --------------- | ------------------------ |
| 32  | 8      |  | Daniel Teixeira | Union Berlino, Uerdingen |
| 17  | 2      |  | Dirk Weetendorf | Eintracht Braunschweig   |
| 16  | 0      |  | Carlos Castilla | Preussen Münster         |
| 16  | 1      |  | Jens Scharping  | Lüneburg                 |
| 15  | 0      |  | Marco Küntzel   | Babelsberg               |
| 15  | 0      |  | Sascha Wolf     | Rot Weiss Essen          |

## Regionalliga sud

### Squadre partecipanti
| Club              | Stagione | Città             | Stadio                            | Stagione precedente                |
| ----------------- | -------- | ----------------- | --------------------------------- | ---------------------------------- |
| Aalen             | dettagli | Aalen             | Städtisches Waldstadion           | 10° in Regionalliga sud            |
| Bayern Monaco II  | dettagli | Monaco di Baviera | Grünwalder Stadion                | 5° in Regionalliga sud             |
| Carl Zeiss Jena   | dettagli | Jena              | Ernst-Abbe-Sportfeld              | 4° in Regionalliga nordest         |
| Darmstadt         | dettagli | Darmstadt         | Stadion am Böllenfalltor          | 9° in Regionalliga sud             |
| Eintracht Treviri | dettagli | Treviri           | Moselstadion                      | 5° in Regionalliga ovest-sudovest  |
| Elversberg        | dettagli | Elversberg        | Waldstadion an der Keiserlinde    | 12° in Regionalliga ovest-sudovest |
| Jahn Ratisbona    | dettagli | Ratisbona         | Jahnstadion                       | 1° in Bayernliga                   |
| Karlsruhe         | dettagli | Karlsruhe         | Wildparkstadion                   | 17° in 2. Bundesliga               |
| Kickers Offenbach | dettagli | Offenbach am Main | Stadion am Bieberer Berg          | 16° in 2. Bundesliga               |
| Monaco 1860 II    | dettagli | Monaco di Baviera | Grünwalder Stadion                | 7° in Regionalliga sud             |
| Pfullendorf       | dettagli | Pfullendorf       | Waldstadion an der Kasernenstraße | 2° in Regionalliga sud             |
| Rot-Weiß Erfurt   | dettagli | Erfurt            | Steigerwaldstadion                | 7° in Regionalliga nordest         |
| Schweinfurt 05    | dettagli | Schweinfurt       | Willy-Sachs-Stadion               | 11° in Regionalliga sud            |
| Siegen            | dettagli | Siegen            | Leimbachstadion                   | 3° in Regionalliga ovest-sudovest  |
| Stoccarda II      | dettagli | Stoccarda         | Robert-Schlienz-Stadion           | 6° in Regionalliga sud             |
| VfR Mannheim      | dettagli | Mannheim          | Rhein-Neckar-Stadion              | 3° in Regionalliga sud             |
| Wacker Burghausen | dettagli | Burghausen        | Stadion an der Liebigstraße       | 4° in Regionalliga sud             |
| Wehen             | dettagli | Taunusstein       | Am Halberg                        | 13° in Regionalliga sud            |

### Classifica finale
|  | Pos. | Squadra           | Pt | G  | V  | N  | P  | GF | GS | DR  |
|  | ---- | ----------------- | -- | -- | -- | -- | -- | -- | -- | --- |
|  | 1.   | Karlsruhe         | 61 | 34 | 17 | 10 | 7  | 48 | 25 | +23 |
|  | 2.   | Stoccarda II      | 58 | 34 | 16 | 10 | 8  | 57 | 38 | +19 |
|  | 3.   | Schweinfurt 05    | 57 | 34 | 16 | 9  | 9  | 57 | 43 | +14 |
|  | 4.   | Eintracht Treviri | 57 | 34 | 16 | 9  | 9  | 48 | 34 | +14 |
|  | 5.   | Darmstadt         | 53 | 34 | 15 | 8  | 11 | 46 | 39 | +7  |
|  | 6.   | Siegen            | 50 | 34 | 14 | 8  | 12 | 45 | 45 | 0   |
|  | 7.   | Aalen             | 49 | 34 | 12 | 13 | 9  | 45 | 37 | +8  |
|  | 8.   | VfR Mannheim      | 45 | 34 | 12 | 9  | 13 | 50 | 45 | +5  |
|  | 9.   | Bayern Monaco II  | 44 | 34 | 12 | 8  | 14 | 52 | 55 | -3  |
|  | 10.  | Kickers Offenbach | 44 | 34 | 11 | 11 | 12 | 39 | 43 | -4  |
|  | 11.  | Wehen             | 44 | 34 | 12 | 8  | 14 | 41 | 49 | -8  |
|  | 12.  | Jahn Ratisbona    | 43 | 34 | 12 | 7  | 15 | 57 | 62 | -5  |
|  | 13.  | Wacker Burghausen | 43 | 34 | 10 | 13 | 11 | 46 | 52 | -6  |
|  | 14.  | Elversberg        | 43 | 34 | 11 | 10 | 13 | 40 | 58 | -18 |
|  | 15.  | Rot-Weiß Erfurt   | 39 | 34 | 10 | 9  | 15 | 40 | 47 | -7  |
|  | 16.  | Monaco 1860 II    | 37 | 34 | 8  | 13 | 13 | 49 | 63 | -14 |
|  | 17.  | Pfullendorf       | 36 | 34 | 9  | 9  | 16 | 42 | 49 | -7  |
|  | 18.  | Carl Zeiss Jena   | 29 | 34 | 7  | 8  | 19 | 39 | 57 | -18 |

Legenda:
      Promosso in 2. Bundesliga 2001-2002.
      Retrocessi in Oberliga 2001-2002.
Regolamento:
Tre punti a vittoria, uno a pareggio, zero a sconfitta.
In caso di arrivo di due o più squadre a pari punti, la graduatoria finale verrà stilata secondo la classifica avulsa tra le squadre interessate che prevede, in ordine, i seguenti criteri:
- Punti negli scontri diretti
- Differenza reti negli scontri diretti
- Differenza reti generale
- Reti realizzate in generale
- Sorteggio

### Tabellone
Ogni riga indica i risultati casalinghi della squadra segnata a inizio della riga, contro le squadre segnate colonna per colonna (che invece avranno giocato l'incontro in trasferta). Al contrario, leggendo la colonna di una squadra si avranno i risultati ottenuti dalla stessa in trasferta, contro le squadre segnate in ogni riga, che invece avranno giocato l'incontro in casa.
|                   | Aal  | Bay  | Car  | Dar  | Ein  | Elv  | Jah  | Kar  | Kic  | Mon  | Pfu  | Rot  | Sch  | Sie  | Sto  | VfR  | Wac  | Weh  |
| ----------------- | ---- | ---- | ---- | ---- | ---- | ---- | ---- | ---- | ---- | ---- | ---- | ---- | ---- | ---- | ---- | ---- | ---- | ---- |
| Aalen             | –––– | 1-1  | 1-1  | 1-1  | 2-1  | 3-0  | 5-0  | 0-3  | 0-1  | 2-1  | 2-0  | 2-1  | 1-1  | 1-1  | 4-1  | 2-2  | 1-1  | 2-0  |
| Bayern Monaco II  | 1-1  | –––– | 3-2  | 0-1  | 1-2  | 1-2  | 0-2  | 1-1  | 3-2  | 0-0  | 2-1  | 4-2  | 0-1  | 4-2  | 3-0  | 2-4  | 3-1  | 0-1  |
| Carl Zeiss Jena   | 1-3  | 1-1  | –––– | 3-2  | 0-1  | 5-0  | 2-0  | 0-1  | 0-0  | 1-2  | 1-0  | 0-0  | 3-1  | 1-3  | 1-2  | 0-1  | 1-2  | 2-2  |
| Darmstadt         | 2-0  | 1-0  | 3-1  | –––– | 1-1  | 2-0  | 3-1  | 0-0  | 0-1  | 2-1  | 3-2  | 1-0  | 0-1  | 1-0  | 1-1  | 1-1  | 5-1  | 1-0  |
| Eintracht Trier   | 0-0  | 1-3  | 1-1  | 1-0  | –––– | 0-1  | 1-2  | 4-1  | 2-2  | 1-0  | 2-1  | 1-1  | 4-1  | 0-1  | 0-1  | 1-0  | 3-0  | 3-2  |
| Elversberg        | 2-2  | 1-3  | 1-0  | 4-1  | 0-1  | –––– | 3-3  | 0-3  | 3-1  | 1-0  | 1-1  | 1-1  | 1-0  | 2-3  | 2-1  | 3-3  | 1-2  | 0-3  |
| Jahn Regensburg   | 1-2  | 6-1  | 2-2  | 3-2  | 2-3  | 3-0  | –––– | 3-1  | 1-4  | 1-1  | 2-0  | 1-2  | 1-1  | 3-0  | 0-3  | 3-2  | 1-1  | 2-0  |
| Karlsruhe         | 0-1  | 3-0  | 1-3  | 0-0  | 2-0  | 0-0  | 2-0  | –––– | 2-0  | 1-1  | 2-1  | 0-3  | 4-1  | 3-1  | 1-0  | 1-0  | 3-0  | 4-0  |
| Kickers Offenbach | 1-1  | 1-1  | 4-1  | 1-2  | 1-0  | 0-1  | 0-1  | 0-0  | –––– | 2-2  | 3-1  | 0-1  | 0-2  | 2-2  | 1-1  | 0-2  | 0-0  | 1-2  |
| Monaco 1860 II    | 1-0  | 0-3  | 4-0  | 3-1  | 1-3  | 3-1  | 2-2  | 1-1  | 2-2  | –––– | 3-3  | 4-2  | 1-1  | 2-3  | 2-0  | 0-6  | 1-1  | 2-2  |
| Pfullendorf       | 3-1  | 0-1  | 2-1  | 1-4  | 1-1  | 2-1  | 4-2  | 0-1  | 1-1  | 3-3  | –––– | 3-0  | 3-1  | 0-1  | 0-1  | 2-1  | 2-0  | 0-0  |
| Rot Weiss Erfurt  | 2-0  | 2-5  | 0-0  | 1-0  | 0-0  | 1-2  | 2-4  | 0-0  | 3-0  | 4-0  | 2-2  | –––– | 0-1  | 1-1  | 3-2  | 0-1  | 0-1  | 2-1  |
| Schweinfurt       | 3-2  | 0-0  | 3-0  | 3-0  | 2-2  | 6-0  | 3-1  | 0-0  | 0-1  | 2-2  | 1-0  | 0-1  | –––– | 3-1  | 1-4  | 0-3  | 3-1  | 3-0  |
| Siegen            | 2-0  | 1-0  | 1-2  | 0-1  | 1-0  | 1-3  | 2-0  | 1-1  | 0-1  | 0-1  | 2-1  | 2-1  | 2-3  | –––– | 1-1  | 2-1  | 3-2  | 1-1  |
| Stoccarda II      | 0-0  | 4-1  | 3-0  | 4-2  | 2-3  | 1-1  | 4-2  | 3-0  | 0-1  | 3-1  | 0-0  | 2-0  | 1-1  | 2-1  | –––– | 1-0  | 2-2  | 1-0  |
| VfR Mannheim      | 0-1  | 4-1  | 2-0  | 1-1  | 1-1  | 1-1  | 2-1  | 0-3  | 0-3  | 2-0  | 0-0  | 3-0  | 0-2  | 0-0  | 1-4  | –––– | 1-1  | 1-0  |
| Wacker Burghausen | 1-1  | 3-3  | 2-1  | 2-1  | 0-1  | 0-0  | 2-1  | 1-0  | 5-0  | 4-2  | 1-2  | 1-1  | 1-1  | 0-0  | 1-1  | 4-3  | –––– | 1-2  |
| Wehen             | 1-0  | 1-0  | 3-2  | 0-0  | 0-3  | 1-1  | 0-0  | 0-3  | 1-2  | 3-0  | 2-0  | 2-1  | 3-5  | 1-3  | 1-1  | 4-1  | 2-1  | –––– |

### Classifica marcatori
| Gol | Rigori |  | Giocatore        | Squadra          |
| --- | ------ |  | ---------------- | ---------------- |
| 18  | 6      |  | Marko Barlecaj   | Pfullendorf      |
| 16  | 3      |  | Antonio Di Salvo | Bayern Monaco II |
| 14  | 5      |  | Michael Fersch   | Jahn Regensburg  |
| 14  | 2      |  | Danny Fuchs      | Monaco 1860 II   |
| 12  | 0      |  | Joseph Aziz      | Eintracht Trier  |
| 12  | 1      |  | Berkant Göktan   | Bayern Monaco II |
| 12  | 0      |  | Michael Petry    | VfR Mannheim     |